# Agência Executiva relativa à Educação, ao Audiovisual e à Cultura
A Agência Executiva relativa à Educação, ao Audiovisual e à Cultura (sigla: EACEA) é um organismo da União Europeia que visa gerir os aspectos práticos dos programas da UE que financiam projectos de jovens, estudantes e professores, bem como actividades relacionadas com os meios de comunicação social. A sua sede localiza-se em Bruxelas, na Bélgica.